# Nārenj Bandben
Nārenj Bandben (persiska: نارنج بندبن) är en ort i Iran.   Den ligger i provinsen Mazandaran, i den norra delen av landet, 110 km norr om huvudstaden Teheran. Nārenj Bandben ligger 88 meter över havet och antalet invånare är 180.
Terrängen runt Nārenj Bandben är varierad. Runt Nārenj Bandben är det ganska tätbefolkat, med 96 invånare per kvadratkilometer. Närmaste större samhälle är Chālūs, 19,3 km öster om Nārenj Bandben. I omgivningarna runt Nārenj Bandben växer i huvudsak blandskog.